# Hanna Wolicka
Hanna Wolicka (ur. 10 marca 1933 w Warszawie, zm. 26 grudnia 2021) – polska aktorka teatralna i filmowa.
W 1958 roku ukończyła studia na PWST w Warszawie.

## Teatr
Występowała w następujących teatrach:
- Teatr Dramatyczny im. Aleksandra Węgierki w Białymstoku, 1958–1959
- Teatr Ziemi Pomorskiej w Bydgoszczy, 1959–1960
- Teatr Polski w Bydgoszczy, 1959–1961
- Teatr Polski w Poznaniu, 1961–1962
- Bałtycki Teatr Dramatyczny im. Juliusza Słowackiego w Koszalinie, 1962–1967
- Teatr im. Stefana Jaracza w Olsztynie, 1967–1968 i 1975–2006
- Teatr im. Wilama Horzycy w Toruniu, 1969–1975

## Filmografia
| Rok       | Tytuł                  | Reżyser         | Rola              |
| --------- | ---------------------- | --------------- | ----------------- |
| 2001      | Kameleon (serial)      | Janusz Kijowski | żona burmistrza   |
| 2001      | Kameleon (film)        | Janusz Kijowski | żona burmistrza   |
| 2007      | Taxi A                 | Marcin Korneluk | starsza pani      |
| 2009      | Dom nad rozlewiskiem   | Adek Drabiński  | Czesia Karolak    |
| 2011      | Życie nad rozlewiskiem | Adek Drabiński  | Karolakowa        |
| 2011      | W imieniu diabła       | Barbara Sass    | kobieta           |
| 2012      | Nad rozlewiskiem       | Adek Drabiński  | Czesia Karolakowa |
| 2013–2014 | Cisza nad rozlewiskiem | Adek Drabiński  | Czesia Karolakowa |
| 2016      | Les Innocents          | Anne Fontaine   | siostra zakonna   |

## Nagrody[2]
- 1991 – „Maska Melpomeny” w plebiscycie „Dziennika Północy” na ulubionych aktorów Teatru im. Stefana Jaracza w Olsztynie
- 1992 – Nagroda za rolę drugoplanową Augusty w „Ośmiu kobietach” w plebiscycie „Teatralna Kreacja Roku”
- 1998 – Nagroda Kapituły Plebiscytu „Teatralna Kreacja Roku” w Olsztynie
- 2003 – Nagroda Prezydenta Olsztyna